# تزمامرت الزنزانة رقم 10
 تزمامرت ... الزنزانة رقم 10 هو كتاب من تأليف أحمد المرزوقي، تكفل المركز الثقافي العربي بنشره وتوزيعه سنة 2012 ويعتبر من الكتب الأكثر رواجا في المغرب. تقدم الرواية شهادة مروّعة عن 18 عامًا من الاعتقال السري عقب تورط طلاب أهرمومو، دون علمهم، في محاولة انقلاب  على ملك المغرب سنة 1971. يوثق الكاتب معاناة السجناء، وأسماء الضحايا، وظروف موتهم القاسية، كاشفًا فظائع معتقل تزمامرت كوصمة عار على جبين الإنسانية. تمثل هاته السيرة وثيقة سردية وحقوقية وأدبية تجسد التحولات السياسية في المغرب من مرحلة القمع الصامت إلى الاعتراف، من الطمس إلى التوثيق. لقد أصبح الكتاب نموذجًا مرجعيًا في أدب السجون العربي، ومصدرًا هامًا للباحثين في الأدب والحقوق والعلوم السياسية.

## التسمية
اختار أحمد المرزوقي لروايته عنوان الزنزانة رقم 10 وذلك لأنه أمضى سنواته الثمانية عشر داخل هذه الزنزانة وما تمثله  من ظروف معيشية سيئة. فكل زنزانة عبارة عن علبة مستطيلة، طولها ثلاثة أمتار وعرضها متران وعلوها أربعة أمتار. وهي في حالة ظلام متواصل بدون تهوية إلا من خلال بعض الثقوب التي تسمح أيضا بمرور الأشعة الباهتة.

## تحليل العنوان
عنوان الكتاب "تزمامرت... الزنزانة رقم 10" ليس مجرد توصيف مكاني، بل يمثل رمزًا للسجن الجماعي، وللنسيان الرسمي، وللتعذيب الجسدي والنفسي. تزمامرت لم يكن سجنًا فقط، بل "قبرًا" كما وصفه المرزوقي، والزنزانة العاشرة تحولت إلى شاهد مادي على مأساة إنسانية مغربية غُيّبت طويلًا عن الوعي الوطني والعالمي. اختيار العنوان بصيغة مزدوجة يخلق تشويقًا ويثير الأسئلة حول الفرق بين "تزمامرت" كمكان عام وبين الزنزانة رقم 10 كتجربة خاصة.

## الشخصيات
أحمد المرزوقي هو الشخصية الرئيسية في رواية تزمامرت، الرواية التي تنتمي لأدب السجون وهي أيضا سيرة ذاتية تحكي عن معاناة أحمد المرزوقي داخل سجن تزممارت وتستعرض مجموعة من الشخصيات الثانوية بما فيها نزلاء السجن والسجانون وبعض القيادات الأمنية.

## الجدل الكبير
لقد أثار كتاب أحمد هذا جدلا كبيرا داخل المغرب وخارجه، خصوصا في فرنسا وكذلك الولايات المتحدة الأمريكية، وذلك بسبب ما تضمنه من اعترافات بخصوص سجن سري رهيب يقبع في المناطق الشرقية-الجنوبية بالمغرب، والذي سُجن فيه كل من المتورطين في ما عٌرف بانقلاب الصخيرات سنة 1971 وكذلك محاولة انقلاب أوفقير يوم 16 أغسطس 1973. والذي كان من بينهم الضابط أحمد المرزوقي مؤلف هذا الكتاب، حيث حكى فيه عن كل ما تعرض له رفقة باقي أصدقائه من تنكيل وتعذيب رهيبين، مما اضطر العديد منهم إلى تفضيل الانتحار عن عيش هكذا حياة حسب ما ذٌكر في فقرات كتابه.
يعود سبب الجدل الكبير بعد نشر هذا الكتاب إلى تحفظ السلطات المغربية وإنكارها لكل ما ذكر فيه، بل إنكارها لوجود سجن كهذا على أراضيها وزعمها على أنه مجرد وهم من خيال المرزوقي وباقي رفقائه. كما أن تدخل كل من الأمم المتحدة والعديد من الجمعيات الحقوقية في موضوع سجناء تزمامرت جعل من القضية دولية ولم تعد وطنية قط.

## ملخص الكتاب

أحمد المرزوقي كاتب وسجين سياسي سابق

يقدّم أحمد المرزوقي في سيرته الروائية تزمامرت ... الزنزانة رقم 10 شهادة مؤلمة وقاسية عن ثماني عشرة سنة قضاها معتقلاً في سجن رهيب، لم يكن يعرف بوجوده أحد!!
ففي عام 1971 وَجد طلاب مدرسة أهرمومو العسكرية أنفسهم متورطين في محاولة انقلاب على ملك المغرب الحسن الثاني، من دون أن يكونوا على علم بما يفعلونه، إذ تمّ إيهامهم بأنهم سيقومون بمهمة هدفها محاصرة عناصر ثورية احتلت بنايات عدة في قرية الصخيرات. فتوجه الجميع إلى القصر الملكي الذي لم يكن معروفاً لهم آنذاك، وبدأوا بتنفيذ أوامر الكولونيل محمد أعبابو، مطلقين الرصاص ومقتحمين القصر لتنفيذ المناورة، ليُفَاجأوا أنهم خدعوا، وأن ما يفعلونه هو محاولة انقلاب!!
انطلق التلاميذ في فوضى جنونية تجاوزت حدتها حدود الكارثة، يطلقون النار في كل الاتجاهات، معتقدين أنها فعلاً مناورة مدبرة، غير أنها كانت مناورة في منتهى الغرابة، لم تترك للضباط سرعتها الفائقة في الواقع أي فرصة لالتقاط أنفاسهم واستعمال عقلهم لتحليل الموقف.
يروي أحمد كيف فشلت محاولة الانقلاب، وكيف أُعدم مدبروه من الجنرالات والضباط الكبار، في حين تم تحويل جميع العسكريين من الرتب الأدنى إلى محاكمة عسكرية، وحُكموا بالسجن، من دون أن يشفع لهم أنهم لم يكونوا على علم بما يفعلونه بل ينفذون أوامر عسكرية لا يستطيعون رفضها. بعد سنتين من السجن جرى اختطاف السجناء وترحيلهم إلى معتقل تزمامرت، الذي أُعدّ بشكل سري خصيصاً لرميهم فيه.
يكشف الكتاب عن الوجه المظلم من تاريخ المغرب الحديث، وتحديدًا في أعقاب محاولتي انقلاب الصخيرات وأوفقير. لم يكن أحمد المرزوقي فاعلًا في الانقلاب، بل مجرد طالب عسكري نُفذت عليه الأوامر العسكرية في لحظة غدر سياسي، ليجد نفسه محكومًا بالسجن مع رفاقه لـ 18 سنة في سجن لا تعترف الدولة بوجوده.
كما خصص الكاتب فصلاً كاملاً من كتابه يوثّق فيه أسماء جميع المعتقلين الثمانية والخمسين وأرقام زنزاناتهم، كما يوثق أسماء الحراس المسؤولين عنهم معطياً لمحات قصيرة عن كل واحد منهم مما استطاع جمعه من معلومات. ويخصص فصلاً آخر يذكر فيه جميع السجناء الذين ماتوا هناك، من باب الوفاء لهم، وتأكيداً منه على أنهم لن يُنسوا، وأن جثثهم المدفونة في حفر الجير في باحة السجن ستبقى وصمة عار على جبين الإنسانية. هكذا يفرد لكل واحد منهم مقطعاً يروي فيه قصة موته وأسبابه، فمنهم من مات بسبب المرض وعدم وجود أدوية وعناية طبية، ومنهم من مات بسبب البرد، ومنهم من انتحر لأنه لم يعد يتحمّل العيش في ظل كل ما يحصل هناك.
يصف المرزوقي الذي كانت من نصيبه الزنزانة رقم 10 في المعتقل، العذابات التي قاساها هو ورفاقه، بدءاً بكمية الطعام القليلة ونوعيته السيئة، مروراً بالأمراض والأوبئة التي كانت تنتشر بينهم بسبب قلة النظافة وانعدام العناية الصحية، وانتهاءً بليالي البرد الشديدة، إذ كانت درجة الحرارة تنخفض إلى ما دون الصفر، من دون أن يكون لديهم ما يكفي من ألبسة وأغطية.
يروي الكاتب تفاصيل الحياة اليومية في المعتقل، والأساليب التي أوجدها المعتقلون لمواجهة الصعوبات التي يعيشونها، فمثلاً يذكر كيف أنهم اخترعوا لغة مشفرة خاصة كي يتواصلوا في ما بينهم من دون أن يستطيع الحراس فهم ما يقولون، فاخترعوا اللغة التزممارتية، التي يفرد فصلاً للحديث عنها، مدرجاً فيه عينة من الكلمات المشفرة.
كما يصوّر الكاتب في فصل مؤثر لقاءه بأمه بعد خروجه من المعتقل، فقد استمرت الدول الغربية بالضغط على حكومة المغرب، إلى أن نال من تبقى من السجناء حريتهم.

## المعمار السجني والعزلة والمحو
يصف المرزوقي بنية الزنازين بأنها علب مستطيلة، طويلة وعالية، لا يدخلها الضوء، ولا الهواء، مما يحوّلها إلى "مقابر أفقية". هذا المعمار ليس عبثيًا، بل وظيفي: عزل السجين عن العالم، عن الزمن، عن اللغة، عن الجسد ذاته. وهكذا يصبح الجدار في تزمامرت "جدارًا للطمس".

## الاعتراف والعدالة الانتقالية
عندما صدر الكتاب، أنكرته السلطات المغربية في البداية، إلى أن اضطرت لاحقًا تحت ضغط المنظمات الحقوقية الدولية، منها هيومن رايتس ووتش، ومنظمات الأمم المتحدة، للاعتراف التدريجي. ساهم الكتاب في إطلاق نقاش واسع حول العدالة الانتقالية في المغرب، وكان من الدوافع السياسية لتأسيس هيئة الإنصاف والمصالحة لاحقًا.

## اللغة التزممارتية (اللغة البديلة)
اخترع السجناء "لغة مشفّرة" للتواصل، أطلقوا عليها اسم "اللغة التزممارتية"، تلاعبوا فيها بالمفردات اليومية ليصنعوا عالمهم الخاص، ويتجاوزوا عجزهم عن التواصل في فضاء يفرض عليهم الصمت والعزلة. هذا المحور يمثّل مقاومة ثقافية ضمن الجدران، ويُظهر أن اللغة تصبح وسيلة للحياة، كما هي وسيلة للسرد بعد الخروج.

## الأسرةوالحنين والفقد
يخصص الكاتب فصلًا مؤثرًا للقاء والدته بعد 18 سنة من الغياب، في لحظة انفجار عاطفي تكثّف فيها معنى الحرية، والفقد، والحنين، والانكسار. يروي كيف أنه خرج بـ"نصف ذاكرة"، وبجسد هزيل، لكنه وُلد من جديد لحظة احتضان الأم. هذه اللحظة تختزل التوتر بين الذاكرة الفردية والجماعية.

## اقتباسات
"كان موتنا كفئران موبوءة في المجاري الحارة".
"إذا كنا سنخرج من هذا القبر لنعيش في الذل والمهانة ولنشحذ شفقة الناس ورحمتهم فأحرى بنا ألف مرة أن نموت هنا في الصمت و الكرامة".
" كان ذلك البذخ الوقح يصفع شظف عيش التلاميذ ويلعنه في ساعة أرادت فيها سخرية الأقدار أن ترجح كفة ميزان القوى لصالحهم. فسكروا بخمرة الفوضى العارمة وقد أتيحت لهم فرصة وحيدة في العمر للتعبير عن تلك الأحقاد والضغائن التي تراكمت في أعماقهم منذ طفولتهم نحو هؤلاء البرجوازيين".
  "أفظع ما في السجن إطلاقًا كما يعرف المجربون هو رتابة أيامه التي تمر على السجين كما تمر القافلة البطيئة في صحراء جرداء مقفرة".